# Socket P
Socket P, также именуемый как mPGA478MN — разъём (сокет) для мобильных процессоров семейства Core 2 фирмы Intel. Производился с 9 мая 2007 года в рамках развития платформы Centrino с процессорами Merom и Penryn.

## Техническая спецификация
Процессоры данного сокета работают с шиной 400, 533, 667, 800, или 1066 MT/s, которая поддерживает снижение скорости передачи данных до 400 MT/s в целях экономии энергии, при условии поддержки процессором команды EIST. Число контактов Socket P равно 478 шт., но он не совместим поконтактно с Socket M или Socket 478, имеющими такое же число выводов. Socket P также известен как 478-контактный микро FCPGA или нано FCPGA-478, или PPGA478.